# چهار ترانه آخر (فیلم)
چهار ترانه آخر (به انگلیسی: Four Last Songs) فیلمی محصول سال ۲۰۰۷ و به کارگردانی فرانسیسکا جوزف است. در این فیلم بازیگرانی همچون استنلی توچی، ریس ایفانز، هیو بونه‌ویل، جنا مالون، جسیکا هاینس، کارل جانسون، ماریسا پاردس، امانوئل سنیه و ماریا استوه ایفای نقش کرده‌اند.
نام این فیلم از چهار ترانه آخر اثر ریشارد اشتراوس الهام گرفته شده است.